# Heritage Plaza
Heritage Plaza è un grattacielo di Houston, Texas.

## Caratteristiche
L'edificio, alto 232 metri e con 53 piani, è l'ottavo più alto del Texas e il 60º più alto degli Stati Uniti. L'edificio, progettato da M. Nasr & Partners PC di Houston, è stato completato nel 1987.

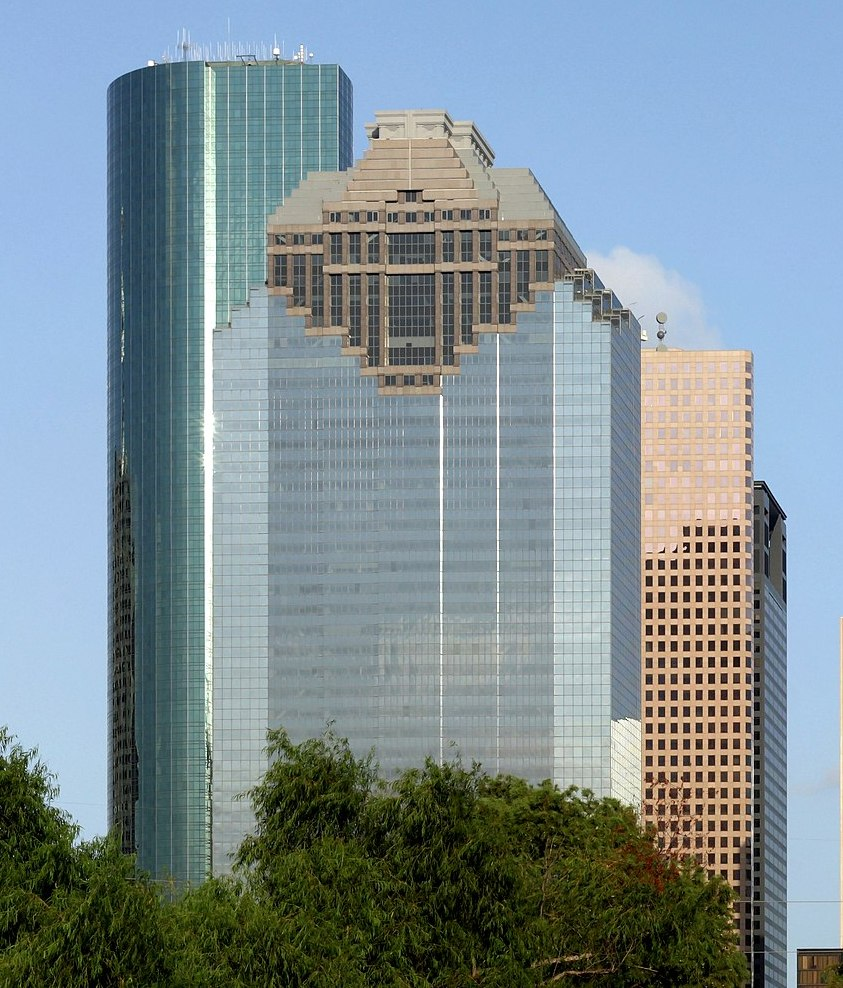
L'elemento in granito sulla sommità di Heritage Plaza è stato progettato per imitare un tempio Maya

Heritage Plaza è ben noto per la sua posizione centrale nello skyline del quartiere centrale degli affari e per i caratteristici gradini in granito situati sulla sommità dell'edificio che ricorda una piramide Maya. Questa caratteristica è stata ispirata dalla visita dell'architetto nella penisola messicana dello Yucatán.
Anche la hall interna dell'Heritage Plaza è stata progettata con influenze messicane. I livelli inferiori dell'edificio, che contengono un'ampia area ristorazione, contengono una caratteristica cascata di marmo a più livelli che cade dalla hall.
Heritage Plaza è uno dei pochi grattacieli nel centro di Houston che non è direttamente collegato alla vasta rete di tunnel di Houston. Tuttavia, è collegato al DoubleTree Hotel Houston-Allen Center tramite una superstrada.